# Bacanius lucidus
Bacanius lucidus är en skalbaggsart som beskrevs av Thérond 1965. Bacanius lucidus ingår i släktet Bacanius och familjen stumpbaggar. Inga underarter finns listade i Catalogue of Life.